# Sceatta
Sceatta o sceat è un termine numismatico usato per indicare piccole monete d'argento coniate in Inghilterra, Frisia nello Jutland danese durante il periodo anglo-sassone, nei cosiddetti secoli bui.
In inglese sceat (pl. sceattas), tedesco Sceat o Sceatta, altre: Skeatta etc.

## Storia
Il nome da parole di origine alto inglese che significa "ricchezza", che fu associato a queste monete nel XVII secolo sulla base di interpretazioni del codice di leggi di Ethelbert del Kent e del poema Beowulf.
Probabilmente invece queste monete furono conosciute ai contemporanei come penny, come le successive monete d'argento dei re anglo-sassoni. La monete sono tra loro molto diverse e sono organizzate in più di cento tipi diversi, secondo una classificazione numerica che deriva dal Catalogo del British Museum di Herbert Grueber degli anni 1890, e una classificazione alfabetica creata da Stuart Rigold negli anni 1970.
L'enorme volume di ritrovamenti degli ultimi trenta anni con i metal detector ha radicalmente modificato la comprensione di queste monetazioni, e mentre è ora chiaro che queste monete erano di uso quotidiano nell'Inghilterra orientale e meridionale agli inizi dell'VIII secolo, sembra comunque evidente che tutta l'attuale organizzazione delle materia abbia bisogno di una considerevole risistemazione.

## Legende ed iconografia
Gli sceatta raramente hanno legende di qualche tipo, anche se una piccola parte ha il nome della zecca di Londra ad altri hanno brevi legende in alfabeto runico come 'Aethiliraed' ed 'Efe', che probabilmente si riferiscono ai monetieri piuttosto che ai re. Una serie, la "U", è stata associata a re Aethelbald di Mercia (716-57) sulla base dell'iconografia, anche se questa attribuzione e tenue e ricerche recenti lasciano ipotizzare che sia senza fondamenta. Altre iconografie suggeriscono che alcuni sceatta siano stati emessi da autorità ecclesiastiche, come vescovi o abati. La coniazione non era una prerogativa esclusivamente urbana o secolare, e le monete erano usate per molti pagamenti ed altri scopi non necessariamente commerciali.

## Coniazione
Associare gli sceatta con particolari zecche o regno è estremamente difficile e ci si deve basare prima di tutto sullo studio dei ritrovamenti, effettuati per lo più con i metal detector dagli anni 1970. In questo modo è stato possibile attribuire alcuni tipi con una considerevole fiducia, come la serie H con il Wessex ed in particolare con Southampton oppure la serie S con il regno dell'Essex. In Danimarca la serie X è stata attendibilmente associata con i primi anni di Ribe.
La cronologia degli sceatta è molto difficile da risolvere. Alcune delle prime serie usano gli stessi tipi delle thrymsas d'oro  (dal latino 'tremisse', moneta dal valore di un terzo di solido) e per analogia con le monete meglio conosciute dei Franchi possono essere datate negli anni 680. Sappiamo che queste monete, coniate nella città di Dorestad, in Frisia (subito a sud di Utrecht nei Paesi Bassi), circolavano normalmente nel regno dei Franchi fino alla riforma monetaria di Pipino il Breve (editto di Ver del 755)
I 30-40 anni che seguirono il 680 videro la produzione e la circolazione delle "serie primarie" di sceatta, che erano generalmente di lega di buona qualità e buon peso (ca. 1–1,3 g).  Erano in genere limitati al Kent e alla zona dell'estuario del Tamigi, anche se alcuni furono prodotti in Northumbria con il nome di re Aldfrith (685–704).
La "serie secondaria", battuta da ca. il 710 a ca. il 750, vide una massiccia espansione delle coniazione in tutto il sud e est dell'Inghilterra in ognuno dei più importanti regni Anglo-Sassoni: uno o più tipi possono essere attribuiti al Wessex, alla Mercia, Sussex, Essex, Kent, Northumbria e all'Anglia orientale.
Ci furono molte imitazioni e svalutazioni ed il peso poteva oscillare considerevolmente (ca. 0,8–1,3 g). Ci sono pochi tesori di questo periodo che permettano di costruire una cronologia relativa, e di conseguenza ogni nuova scoperta potrebbe cambiare radicalmente lo stato attuale delle conoscenze.
È particolarmente difficile puntualizzare la fine degli sceatta, perché verso la fine ci fu un periodo di alcuni decenni alla metà dell'VIII secolo quando ci furono pochissime monete prodotte in Inghilterra.

## Tipi
Nonostante gli  sceatta presentino molti problemi di sistematizzazione, attribuzione e datazione, hanno tuttavia una stupefacente varietà di disegni che rivelano estensive dell'arte celtica, classica e germanica. I tipi includono figure umane, animali, uccelli, croci, piante e mostri.

## Galleria d'immagini

Sceattas
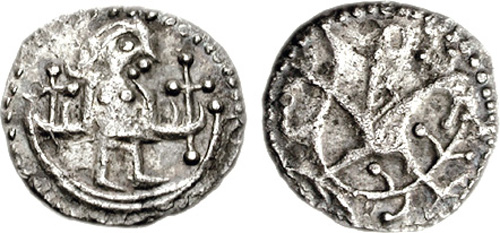
Sceatta della serie "U"
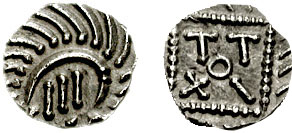
Sceatta proveniente dalla Frisia